# Reginald Cawcutt
Reginald Michael Cawcutt (ur. 25 października 1938 w Rugby, zm. 5 sierpnia 2022 w Kapsztadzie) – południowoafrykański duchowny rzymskokatolicki, w latach 1992-2002 biskup pomocniczy Kapsztadu.

## Życiorys
Święcenia kapłańskie przyjął 9 lipca 1962. 29 maja 1992 został prekonizowany biskupem pomocniczym Kapsztadu ze stolicą tytularną Egabro. Sakrę biskupią otrzymał 26 sierpnia 1992. 17 lipca 2002 zrezygnował z urzędu.